# 도하
도하(아랍어: الدوحة 앗-다우하[*], 영어: Doha)는 카타르의 수도이자 최대 도시이며, 페르시아만과 접해 있다. 2015년 인구 조사에 따르면 도하의 인구는 95만 6천여 명이다.
도하를 중심으로 한 광역 도시권에는 카타르 전체 인구의 85%인 약 240만명이 밀집해 거주하고 있다. 도하는 카타르의 정치, 경제, 문화의 중심지이자 카타르 정부의 소재지로 카타르 국왕이 거주하며, 연구와 교육에 헌신적인 교육 도시이기도 하다. 도하는 세계 무역 기구 협상 '도하 개발 라운드'의 최초 정부 수준의 만남이 이루어진 장소였고, 2006년 아시안 게임을 개최하였다.
도하 수도권을 이루는 위성도시로는 알라이얀, 루사일, 알와크라 등이 있다.

## 역사

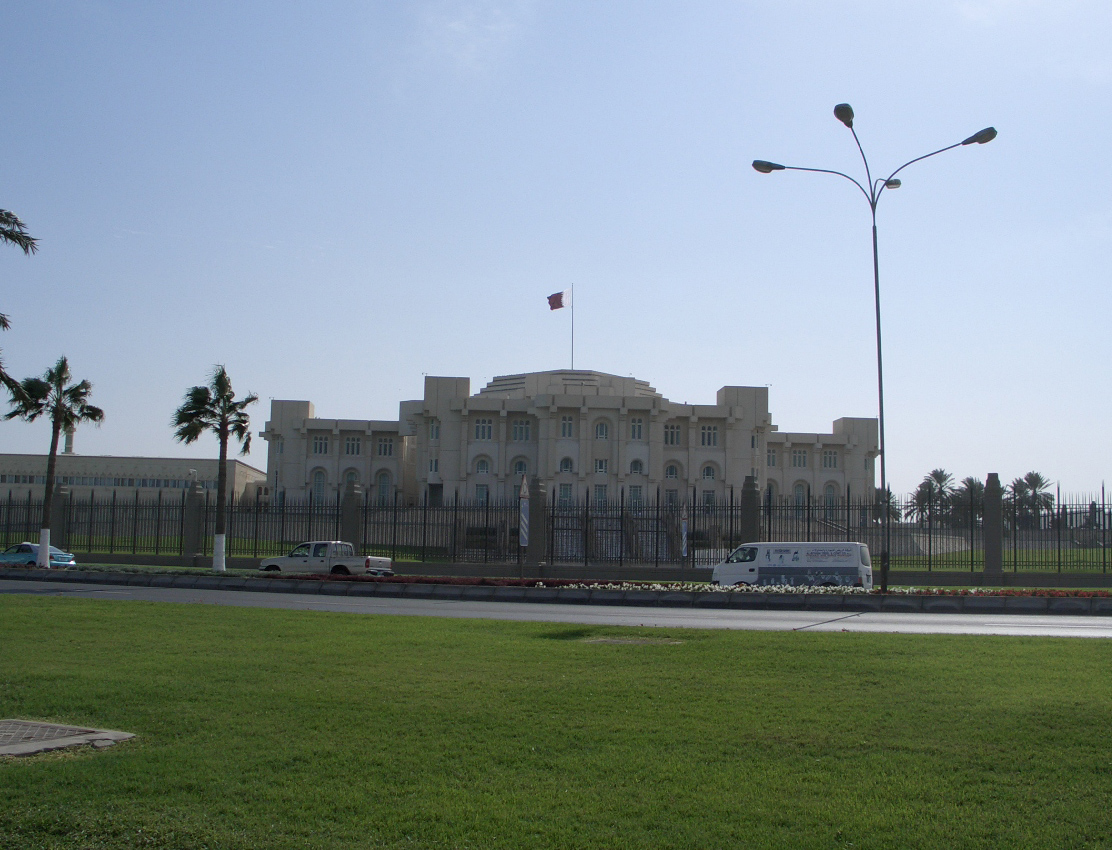
에미리 디완

1825년, 도하는 알비다(Al-Bida)라는 이름으로 설립되었는데, "도하"는 "큰 나무"를 뜻하는 아랍어 "앗-다우하" ("ad-dawha")에서 유래되었다. 그 언급은 카타르 반도의 동쪽 해안상에 초기 어업을 하는 마을이 생겨났던 그 장소에 서있었음에 틀림없었던 유명한 나무인 것이다. 1825년 카타르와 바레인 사이에 전쟁이 일어나는 동안 도하는 심각한 피해를 입었으며 아부다비는 바레인을 도와주는 중이었다. 다음 해 오스만 제국이 셰이크 타니 빈 무하마드를 도하의 하킴으로 만들었다. 1882년 알라이안 (Al Rayyan)이 도하 남쪽에 알와즈바 (Al Wajbah) 요새를 세웠다. 다음해 셰이크 카심이 오스만 제국에 대항하여 승리할 수 있도록 카타르의 군대를 이끌었다.
도하는 1916년, 영국의 보호국이 된 카타르의 수도가 되었으며, 카타르가 1971년에 독립한 이후에도 카타르의 수도로 남게 된다. 1917년 도시의 중심에 위치한 알쿠트 요새가 셰이크 압둘라 빈 카심 알타니에 의해 세워졌다. 여전히 20세기 초 동안 카타르 경제의 상당이 어업과 진주채취에 의존하였으며 도하는 대략 350 척의 진주채취선이 있었다. 그러나 1930년대에 일본의 세련된 진주가 소개된 이후, 도하 마을을 포함하는 전체 지역이 큰 불경기를 겪었고 카타르는 가난한 나라가 되었다. 이것은 석유가 발견되었을 때인 1930년대 후반까지 지속되었다. 그러나 탐험과 수출이 제2차 세계대전 때문에 중지되었다. 오늘날 전체적으로 카타르는 하루 800,000 배럴 이상의 석유를 생산한다. 1969년에는 정부 관저 (Government House)가 공개되었으며, 이 곳은 오늘날 카타르의 가장 두드러진 랜드마크로 간주된다.
1973년에는 카타르 대학교가 설립되었으며, 1975년에는 원래 1912년에 통치자의 궁이었던 카타르 국립박물관이 열렸다. 알자지라 아랍어 위성 방송 뉴스 채널이 도하에 사령부와 방송 센터를 두고 1996년에 방송을 시작하였다.

## 인구
외국인이 많으며, 특히 인도, 파키스탄, 방글라데시, 필리핀에서 온 노동자가 많다. 레반트 지역과 북 아프리카에서 온 노동자들도 많다. 현재 카타르의 시민권을 갖지 않아도, 도하 부동산을 구입할 수 있게 되었다. 도하는 2000년대 중후반에 인구가 급증하여 2005년에 40만명이던 인구가 2010년에는 그 2배인 80만명에 육박하였고, 2020년에는 100만명에 이르러 주택 부족 문제가 심각하다.

## 기후
| 도하 (1962년~2013년)의 기후                   | 도하 (1962년~2013년)의 기후 | 도하 (1962년~2013년)의 기후 | 도하 (1962년~2013년)의 기후 | 도하 (1962년~2013년)의 기후 | 도하 (1962년~2013년)의 기후 | 도하 (1962년~2013년)의 기후 | 도하 (1962년~2013년)의 기후 | 도하 (1962년~2013년)의 기후 | 도하 (1962년~2013년)의 기후 | 도하 (1962년~2013년)의 기후 | 도하 (1962년~2013년)의 기후 | 도하 (1962년~2013년)의 기후 | 도하 (1962년~2013년)의 기후 |
| 월                                            | 1월                         | 2월                         | 3월                         | 4월                         | 5월                         | 6월                         | 7월                         | 8월                         | 9월                         | 10월                        | 11월                        | 12월                        | 연간                        |
| --------------------------------------------- | --------------------------- | --------------------------- | --------------------------- | --------------------------- | --------------------------- | --------------------------- | --------------------------- | --------------------------- | --------------------------- | --------------------------- | --------------------------- | --------------------------- | --------------------------- |
| 역대 최고 기온 °C (°F)                        | 32.4 (90.3)                 | 36.5 (97.7)                 | 41.5 (106.7)                | 46.0 (114.8)                | 47.7 (117.9)                | 49.1 (120.4)                | 50.4 (122.7)                | 48.6 (119.5)                | 46.2 (115.2)                | 43.8 (110.8)                | 38.0 (100.4)                | 32.7 (90.9)                 | 50.4 (122.7)                |
| 일평균 최고 기온 °C (°F)                      | 22.0 (71.6)                 | 23.4 (74.1)                 | 27.3 (81.1)                 | 32.5 (90.5)                 | 38.8 (101.8)                | 41.6 (106.9)                | 41.9 (107.4)                | 40.9 (105.6)                | 38.9 (102.0)                | 35.4 (95.7)                 | 29.6 (85.3)                 | 24.4 (75.9)                 | 33.1 (91.5)                 |
| 일일 평균 기온 °C (°F)                        | 17.5 (63.5)                 | 18.9 (66.0)                 | 22.3 (72.1)                 | 27.1 (80.8)                 | 32.5 (90.5)                 | 35.1 (95.2)                 | 36.1 (97.0)                 | 35.5 (95.9)                 | 33.3 (91.9)                 | 30.0 (86.0)                 | 25.0 (77.0)                 | 20.0 (68.0)                 | 27.8 (82.0)                 |
| 일평균 최저 기온 °C (°F)                      | 13.5 (56.3)                 | 14.4 (57.9)                 | 17.3 (63.1)                 | 21.4 (70.5)                 | 26.1 (79.0)                 | 28.5 (83.3)                 | 30.2 (86.4)                 | 30.0 (86.0)                 | 27.7 (81.9)                 | 24.6 (76.3)                 | 20.4 (68.7)                 | 15.6 (60.1)                 | 22.5 (72.5)                 |
| 역대 최저 기온 °C (°F)                        | 3.8 (38.8)                  | 5.0 (41.0)                  | 8.2 (46.8)                  | 10.5 (50.9)                 | 15.2 (59.4)                 | 21.0 (69.8)                 | 23.5 (74.3)                 | 22.4 (72.3)                 | 20.3 (68.5)                 | 16.6 (61.9)                 | 11.8 (53.2)                 | 6.4 (43.5)                  | 3.8 (38.8)                  |
| 평균 강수량 mm (인치)                         | 13.2 (0.52)                 | 17.1 (0.67)                 | 16.1 (0.63)                 | 8.7 (0.34)                  | 3.6 (0.14)                  | 0.0 (0.0)                   | 0.0 (0.0)                   | 0.0 (0.0)                   | 0.0 (0.0)                   | 1.1 (0.04)                  | 3.3 (0.13)                  | 12.1 (0.48)                 | 75.2 (2.95)                 |
| 평균 강수일수 (≥ 1.0 mm)                      | 1.7                         | 2.1                         | 1.8                         | 1.4                         | 0.2                         | 0.0                         | 0.0                         | 0.0                         | 0.0                         | 0.1                         | 0.2                         | 1.3                         | 8.8                         |
| 평균 상대 습도 (%)                            | 74                          | 71                          | 63                          | 55                          | 45                          | 45                          | 50                          | 61                          | 62                          | 65                          | 68                          | 74                          | 61                          |
| 평균 월간 일조시간                            | 244.9                       | 224.0                       | 241.8                       | 273.0                       | 325.5                       | 342.0                       | 325.5                       | 328.6                       | 306.0                       | 303.8                       | 276.0                       | 241.8                       | 3,432.9                     |
| 평균 일일 일조시간                            | 7.9                         | 8.0                         | 7.8                         | 9.1                         | 10.5                        | 11.4                        | 10.5                        | 10.6                        | 10.2                        | 9.8                         | 9.2                         | 7.8                         | 9.4                         |
| 출처 1: 카타르 기상청                         |                             |                             |                             |                             |                             |                             |                             |                             |                             |                             |                             |                             |                             |
| 출처 2: 미국 해양대기청 (강수: 1962년~1992년) |                             |                             |                             |                             |                             |                             |                             |                             |                             |                             |                             |                             |                             |

| 도하 평균 해상 기온 | 도하 평균 해상 기온 | 도하 평균 해상 기온 | 도하 평균 해상 기온 | 도하 평균 해상 기온 | 도하 평균 해상 기온 | 도하 평균 해상 기온 | 도하 평균 해상 기온 | 도하 평균 해상 기온 | 도하 평균 해상 기온 | 도하 평균 해상 기온 | 도하 평균 해상 기온 |
| 1월                 | 2월                 | 3월                 | 4월                 | 5월                 | 6월                 | 7월                 | 8월                 | 9월                 | 10월                | 11월                | 12월                |
| ------------------- | ------------------- | ------------------- | ------------------- | ------------------- | ------------------- | ------------------- | ------------------- | ------------------- | ------------------- | ------------------- | ------------------- |
| 20.5 °C (68.9 °F)   | 19.1 °C (66.4 °F)   | 20.9 °C (69.6 °F)   | 23.7 °C (74.7 °F)   | 28.2 °C (82.8 °F)   | 30.9 °C (87.6 °F)   | 32.8 °C (91.0 °F)   | 33.9 °C (93.0 °F)   | 33.1 °C (91.6 °F)   | 31.0 °C (87.8 °F)   | 27.4 °C (81.3 °F)   | 23.1 °C (73.6 °F)   |

도하는 아라비아 반도안에 위치하며 기후는 매우 덥고 습하다. 5월에서 9월까지 평균 섭씨 40도 이상이며 습도가 변화 무쌍하다. 이슬점은 여름에 섭씨 25도이상 위쪽에 도달할 수 있다. 여름에는 비가 거의 내리지 않으며 겨울에도 월 강수량이 25mm를 넘지 않는다. 강수량이 부족하며 (1년에 평균 70 mm), 10월에서 3월까지 사이에 비가 온다. 추운 겨울 밤 동안 온도는 좀처럼 섭씨 7도 아래로 내려가지 않는다.

## 경제

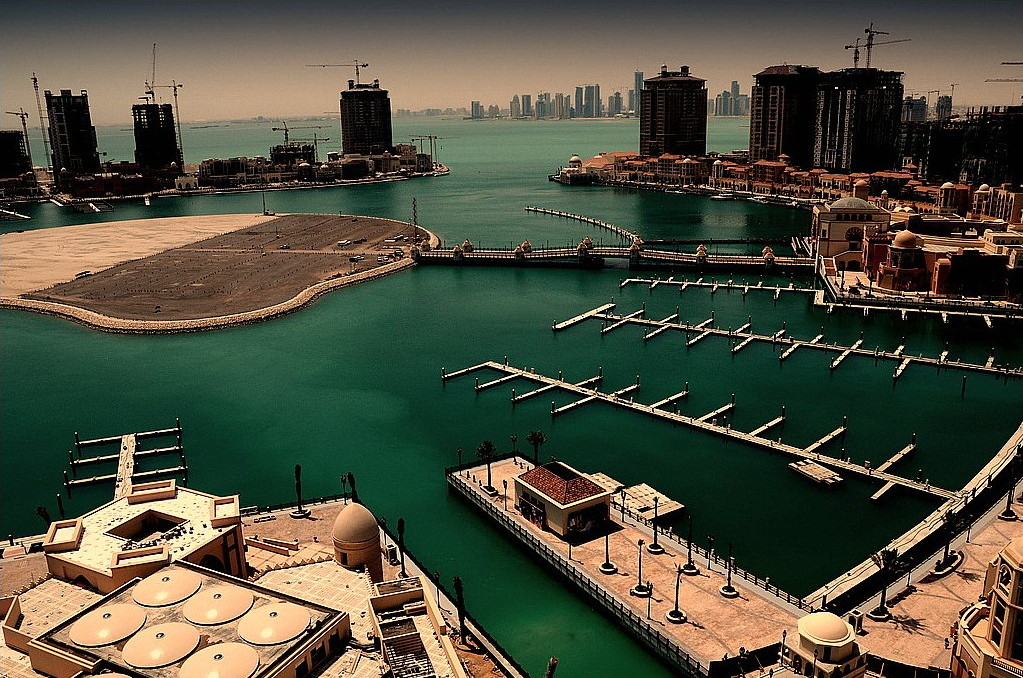
더 펄 카타르

카타르 경제의 중심지인 도하의 주요 산업은 석유 산업과 천연가스 산업이다. 카타르 최대의 석유 회사인 "카타르 석유 (Qatar Petrolium)", 가스 회사 "라스 가스 (RasGas)" 등 많은 회사가 도하에 본사를 두고 있다. 카타르 정부는 석유와 천연가스 수출 일변도의 경제 구조 탈피를 목표로, 산업다각화를 장려하고 있다. 그 결과 도하에서 국왕 하마드 빈 칼리파 본인의 도시 현대화 사업이 진행되고 있다. 인근 아랍 에미리트의 두바이도 석유 의존 경제 탈피를 목표로하고 있으나 도하는 두바이와 달리 관광 산업이 아니라 문화, 교육, 방송에 주력하고 있다.

### 개발
시내 각지에서 대형 빌딩들이 건설되고 있다. 주요 건축물로는 다음과 같은 것들이 있다.
- 두바이 타워즈 도하: 437m의 초고층 빌딩. 공사중 2010년 완공
- 어스파이어 타워: 318m의 호텔과 스포츠 시설을 중심으로 한 빌딩
- 더 펄 카타르: 도하 웨스트 베이 라군에서 350m 앞바다에 건설중인 거대한 인공섬 시설물이다. 35km의 인공 해안선을 건설하고, 마리나와 15,000명이 거주하는 섬이 될 예정이다. 2010년 완성 예정.
- 루사일: 루사일(Lusail)은 도하 시내에서 15 km 북쪽 웨스트 베이 라군에 인접하여 건설 중인 새로운 도심에서 20 만명이 생활하는 주택과 마리나, 고급 쇼핑 다른 골프장과 테마 파크도 만들어져 있다. 2010년 도시를 개장할 예정이다.

## 교육

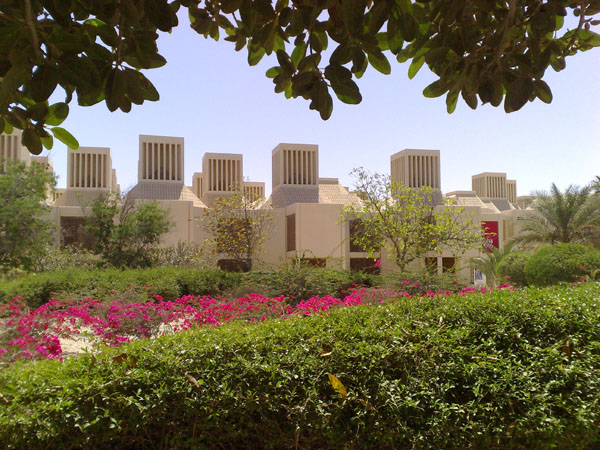
카타르 대학교.

도하는 1973년 설립된 카타르 대학(University of Qatar)가 있다. 교육 도시(Education City) 지역은 카타르 대학을 포함한 많은 대학들이 캠퍼스들이 위치해 있다. 조지타운 대학과 카네기 멜론 대학 등 미국의 6개 유명 대학이 이곳에 분교를 두고 있다. 또한 많은 연구기관들도 위치해 있다. 도하에는 외국인의 자녀 교육을 위한 국제 학교도 운영되고 있다. 교육은 카타르 정부가 큰 힘을 쏟고 있는 분야이며, 교육 도시를 운영하는 〈카타르 재단〉이 설립되어 있다.
- 도하 주변의 학교
  - 카타르 아카데미
  - 카타르 국제 학교
  - 도하 미국학교
  - 도하 컬리지
  - 캠브릿지 스쿨 도하
- 대학/컬리지
  - 버지니아 커먼웰스 대학
  - 웨일 코넬 의학 컬리지 도하
- 기타 대학
  - 카타르 대학교
  - 캘거리 대학교

## 문화

### 스포츠

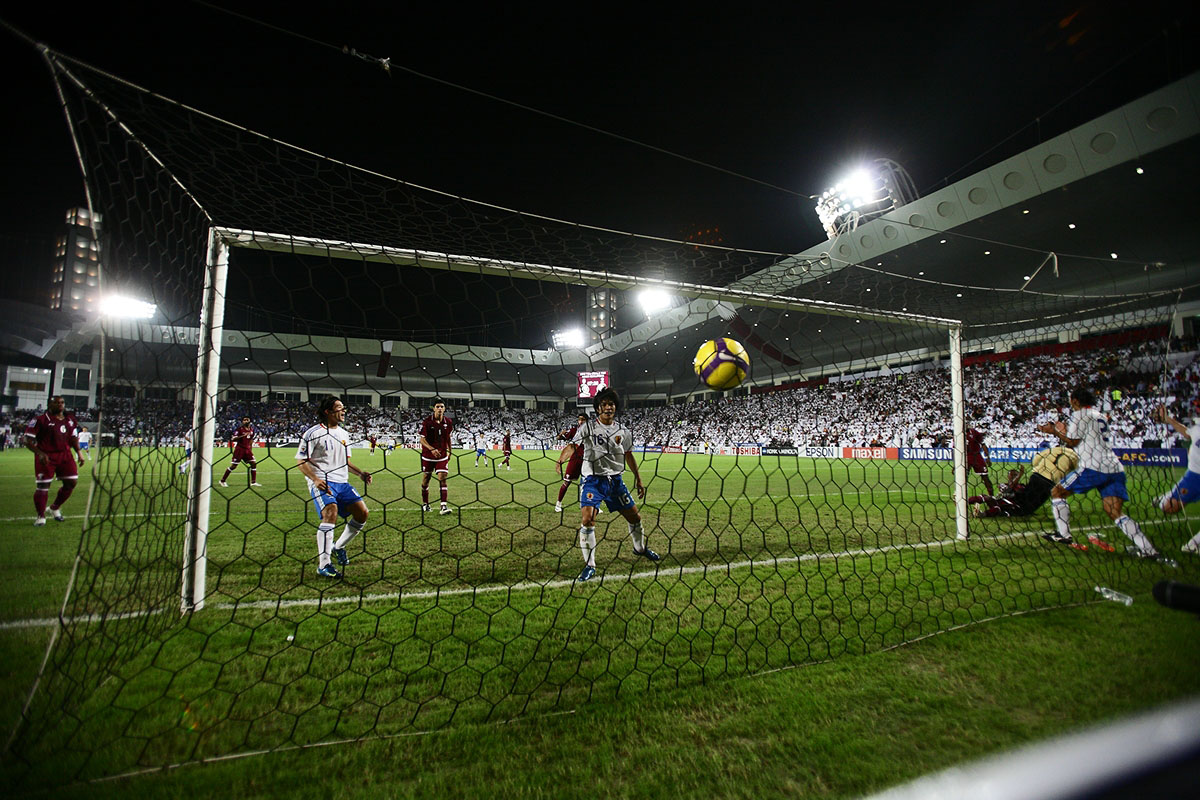
카타르 SC 경기장

1994년 FIFA 월드컵 아시아 지역 최종 예선에서 일본이 이라크와의 마지막 경기에서 인저리 타임에 동점 골을 허용하는 바람에 사상 첫 월드컵 본선 진출이 좌절된 반면, 조선민주주의인민공화국과의 마지막 경기에서 승리를 거둔 대한민국이 본선 진출에 성공한 도하의 기적(대한민국에서 부르는 명칭으로, 일본에서는 "도하의 비극"이라고 부름)으로 유명해졌다.
2006년 5월 12일 이 곳에서 열린 육상 그랑프리 카타르 대회에서 미국의 저스틴 개틀린이 남자 100m에서 세계 신기록인 9초 76을 기록했다. (5일 후에, 국제육상연맹이 타이밍 실수가 있었다고 인정하여, 9초 77로 정정되었다).
2006년 12월 1일 ~ 12월 15일 회기로 2006년 아시안 게임이 개최되었다. 따라서 많은 스포츠 시설을 개축, 리모델링되었다.
모토 GP(오토바이 세계선수권)도 도하 북쪽 교외의 로세일 인터내셔널 서킷에서 매년 개최되고 있다.
어스파이어 아카데미 (ASPIRE Academy)는 2004년 창립된 스포츠 학교로 세계적 수준의 선수 양성을 목표로 설립되었다. "Aspire 영역" 지역에 있으며, 여기에는 칼리파 국제경기장과 하마드 수영센터, 어스파이어 타워가 들어서 있다.
매년 1월 카타르 엑슨모빌 오픈이 개최된다.
2016년 하계 올림픽 개최지에 입후보했지만, 결선 투표에서 패했다.
2011년 2011년 AFC 아시안컵이 개최되었다.
2022년 FIFA 월드컵 경기도 열렸으며, 아시안 게임 및 아시안컵에도 쓰였던 칼리파 국제경기장 또한 2022 월드컵 경기장으로 이용됐다. 단, 개막전은 알코르의 알베이트 스타디움에서 열렸으며, 결승전은 루사일 아이코닉 스타디움에서 열린다.

### 경기장
2011년 AFC 아시안컵은 카타르의 수도인 도하에서 4개 경기장, 그리고 제2도시인 알라이얀에서 1개 경기장으로 총 5개 경기장이 운영 되었다.
- 칼리파 국제경기장
- 아흐메드 빈 알리 경기장
- 카타르 SC 경기장
- 자심 빈 하마드 스타디움
- 알가라파 경기장

2022년 FIFA 월드컵을 앞두고 스타디움 974와 알투마마 스타디움이 신설되었다. 기존 칼리파 국제경기장에서도 월드컵 경기가 열렸다. 도하 하마드 국제공항 북서쪽 해안에 있었던 스타디움 974는 철거를 염두에 두고 컨테이너를 쌓아서 만든 임시 건축물이었으며, 2022년 FIFA 월드컵 16강전 이후 철거됐다.

### 미디어
세계적으로 유명한 아랍권 방송국인 알자지라의 본사가 있다.

## 교통

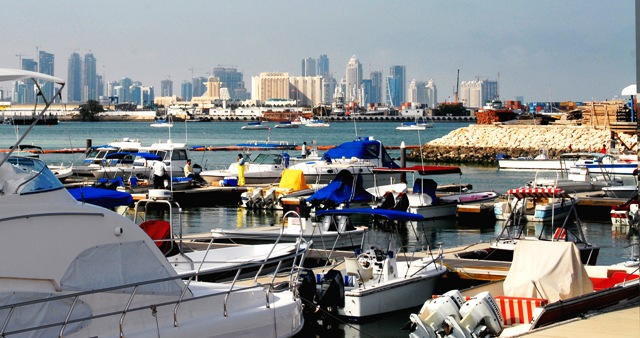
도하 마리나

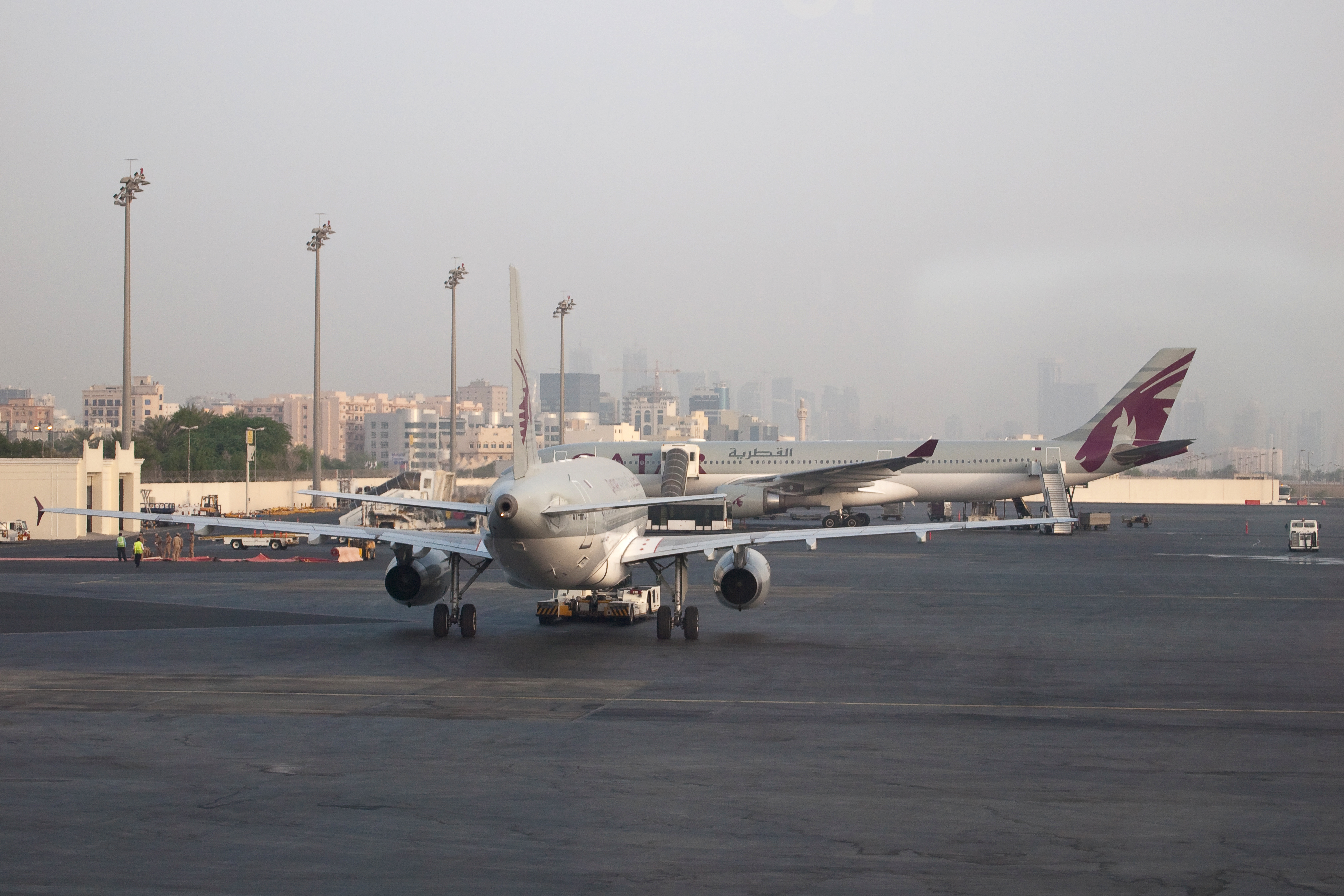
도하 국제공항

### 공항
- 하마드 국제공항

기존 도하 국제공항을 대체하여 개항한 신공항으로 IATA 공항 코드는 DOH. 하마드 국제공항은 4,850m와 4,250m의 활주로를 가진 최신 거대 규모의 공항이 된다. 카타르 항공의 허브 공항으로 사용되고 있다. 2017년 6월 카타르가 주변국에서 국교 단절 조치를 통고된 (2017년 카타르 외교 위기) 이후 에미레이트 항공과 에티하드 항공 등 이슬람 국가에 본사를 둔 대형 항공사의 항공편이 운행을 중지하고 있다.

### 철도
- 도하 메트로 : 도하에 본사가 있는 카타르 레일에 의해 2019년 개통 예정으로 공사가 진행되고 있는 철도이다. 도시 철도 이외에 카타르 국내의 철도 노선으로 건설되었다. 규모는 건설중인 4개 노선 85역, 163.8km에 이르며, 하마드 국제공항과 2022년 FIFA 월드컵 경기장과 도하 시내를 연결할 예정이다.

## 자매 도시
- 브라질 브라질리아
- 튀니지 튀니스
- 영국 스트랫퍼드어폰에이번
- 중국 베이징시
- 요르단 암만
- 미국 휴스턴

## 같이 보기
- 도하 선언